# Белицкая, Ханка
Ханка Белицкая (имя при рождении — А́нна Верони́ка Белицкая, пол. Hanka Bielicka; 9 ноября 1915 — 9 марта 2006) — польская актриса театра, кино и кабаре.

## Биография
Ханка Белицкая родилась 9 ноября 1915 в селе Кононовка, Полтавская губерния. Актёрское образование получила в Государственном институте театрального искусства в Варшаве, который окончила в 1939 году. Дебютировала в кино в 1946. Актриса театров в разных городах (Вильнюс, Белосток, Лодзь, Варшава). Умерла 9 марта 2006 года в Варшаве, похоронена на варшавском кладбище Старые Повонзки.
Её муж — актёр Ежи Душиньский.

## Избранная фильмография
- 1946 — Два часа / Dwie godziny — соседка Марты
- 1946 — Запрещённые песенки / Zakazane piosenki — уличная певица
- 1947 — Светлые нивы / Jasne Łany — Клехна
- 1950 — Две бригады / Dwie brygady — Сарнецкая / Карганова
- 1952 — Первые дни / Pierwsze dni — Плевина
- 1953 — Дело, которое надо уладить / Sprawa do załatwienia — пассажирка поезда, торговка
- 1953 — Целлюлоза / Celuloza — Шамотульская, хозяйка Щенсного
- 1954 — Автобус отходит в 6.20 / Autobus odjeżdża 6:20 — Люцина, директор рабочего общежития
- 1955 — Ирена, домой! / Irena do domu — Квятковская
- 1958 — Позвоните моей жене / Co řekne žena? (Чехословакия / Польша) — Эльжбета Рыбиньская, начальница Ирены
- 1959 — Кафе «Минога» / Cafe pod Minogą — Аполония Каролюх
- 1962 — Гангстеры и филантропы / Gangsterzy i filantropi — жена Ковальского
- 1966 — Ад и небо / Piekło i niebo — вторая жена Франтишека
- 1966 — Брак по расчёту / Małżeństwo z rozsądku — мать Иоанны
- 1966 — Домашняя война / Wojna domowa — Дюбчыньская / Ковальская, массажистка (в 10-й и 15-й серии)
- 1967 — Невероятные приключения Марека Пегуса / Niewiarygodne przygody Marka Piegusa — мать Пайкерта (только в 5-й серии)
- 1969 — Пан Володыевский / Pan Wołodyjowski — Маковецкая